# Llac Glacial Bàltic

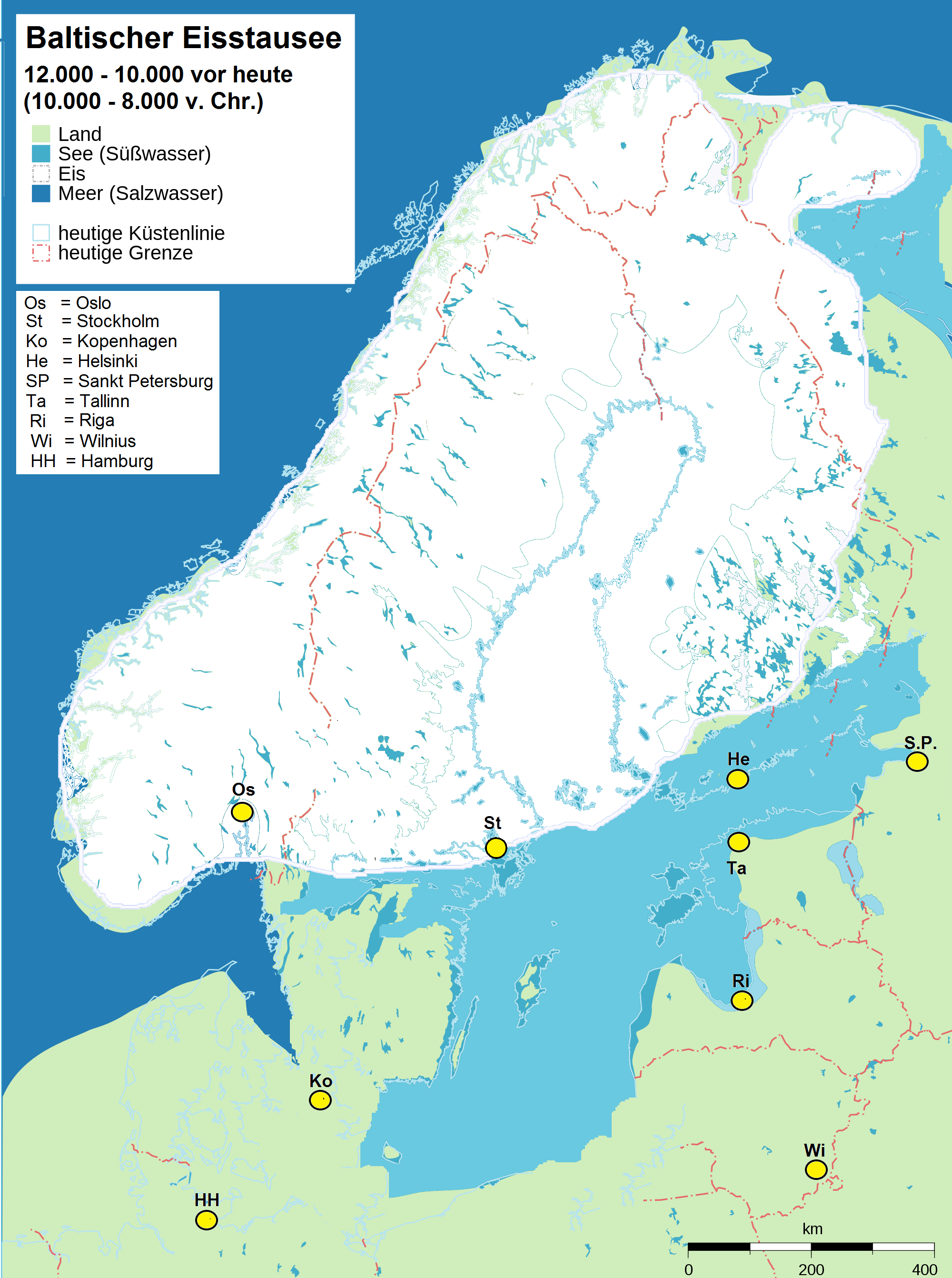
El llac glacial del Bàltic fa uns 10 000 - 12 000 anys

El llac glacial Bàltic és la primera etapa d'evolució de l'actual mar Bàltica durant el desglaç de la capa de gel que cobria Escandinàvia al final de la glaciació del Vistulà, des de fa uns 14.500 anys. És un llac proglacial la sortida del qual s'uneix a l'oceà Atlàntic a través de l'Øresund. Fa uns 12.800 ans, el nivell del llac va baixar sobtadament, indicant que s'havia desenvolupat un nou emissari, a una altitud més baixa, probablement al nivell de la depressió central sueca. Aleshores, el sud de Suècia estava connectat amb el continent, cosa que facilita l'arribada de plantes i animals (especialment humans). Després d'una pausa durant el Dryas recent, es va reprendre la fusió de la capa de gel i el llac i l'oceà van arribar al mateix nivell fa uns 10.000 anys, provocant una entrada d'aigua salada de l'oceà, que va marcar el final del llac proglacial i l'inici del mar de Yoldia.